# القطاع الشمالي (البحيرة)
قرية القطاع الشمالي هي إحدى القرى التابعة لمركز أبو المطامير في محافظة البحيرة في جمهورية مصر العربية. حسب إحصاءات سنة 2006، بلغ إجمالي السكان في القطاع الشمالي 41082 نسمة، منهم 20872 رجل و20210 امرأة.